# Sunday (Lied)
Sunday (englisch für ‚Sonntag‘) ist ein Lied des britischen Synthiepop-Duos Hurts. Es wurde als vierte Single ihres Debütalbums Happiness veröffentlicht.

## Kritik
Alix Buscovic von BBC Music beschrieb das Lied als einen „Floor-filler, der einen sehr starken Einfluss von Europop und demnach Depeche Mode und PSB hat,“ (englisch: “power-dressed Europop floor-filler that channels early Depeche Mode and the PSB”), welcher mit Theatralität (englisch: “theatricality”) und einem grüblerischen Verhalten (englisch: “a brooding demeanour”) kreiert wurde, kritisierte allerdings den Text. PopMatters-Kritiker Joe Copplestone verglich das Lied mit New Order, indem er meint, es sei „für die fröhliche Ära authentisch“ (englisch: “gleefully era-authentic”), und lobte den kommerziellen Appell. Während er den Mangel an Tiefgründigkeit der Texte von Happiness kritisiert, lobt Sam Shepherd von musicOMH Andersons Arbeit, da das Lied so eine Mischung aus östlichem Bloc Industrial-Prunk mit Eurovision-Discopop (englisch: “Eastern Bloc industrial pomp with Eurovision disco pop”) enthält, sodass es einen überraschend bezaubernden Effekt hat. In einer Rezension auf der Website Drowned in Sound schrieb Andrzej Lukowski, Sunday schneide in das „Boyband-Territorium“ ein, allerdings mit einer „dezenten Hi-NRG-Synthlinie“, aber trotzdem mit einem „verzweifelt linkischem“ (englisch: “desperately gauche”) Feature. Ebenso findet Alexis Petridis von guardian.co.uk, dass es fadenscheinig und alltäglich sei (englisch: “flimsy and commonplace”) und behauptet, dass es, ähnlich den anderen Liedern des Albums, dass es ein „Höhepunkt“ ohne „Anstieg“ sei.

## Musikvideo
Die Regie des Musikvideos führte W.I.Z. Das Musikvideo wurde in den MediaPro Studios in Rumänien gedreht. Die rumänische Schauspielerin Laura Cosoi ist, wie bereits im vorherigen Video Better Than Love, als Schauspielerin vertreten. Sie erklärt, dass sie die Versuchung Orpheus’ der Unterwelt darstellt. Das Video wurde 16 Stunden lang gedreht und die Hälfte des Budgets wurde für aus London bestellte Kostüme ausgegeben, die aber wegen Wetterbedingungen nicht ankamen. Deswegen wurde improvisiert, und die Designerin Maria Miu kreierte die Outfits. Theo Hutchcraft bestätigte, dass das Video einem ähnlichen Leitmotiv folgt wie die anderen Videos. Er fügt hinzu, dass es schön sei, wegzufahren um die Videos zu drehen, weil man für ein paar Tage in einer anderen Welt lebt. „Wir gehen an einen exotischen, schönen Platz, denken uns ein Thema aus, das kein anderer außer uns verstehen wird, und umgeben uns mit Frauen, so dass die Menschen nicht fragen werden, worum es geht.“ (englisch: “it's nice to go away to film the videos because you live in a different world for a few days[...] We go to an exotic, beautiful place, think of a theme that no-one else will understand except us, and surround us with women so people won't ask us what it's about!”).

## Liveauftritte
Hurts spielten den Song bei The Graham Norton Show, wobei dies die erste Live-Darbietung des Liedes im Fernsehen war.

## Charts und Chartplatzierungen
| ChartsChartplatzierungen     | Höchstplatzierung | Wochen |
| ---------------------------- | ----------------- | ------ |
| Vereinigtes Königreich (OCC) | 57 (1 Wo.)        | 1      |